# خاطرات مادر من
خاطرات مادر من (انگلیسی: Chronicle of My Mother) فیلمی به کارگردانی ماساتو هارادا است که در سال ۲۰۱۱ منتشر شد. از بازیگران آن می‌توان به کوجی یاکوشو، کیرین کیکی، آئویی میازاکی و رنتارو میکونی اشاره کرد.